# SN 1969M
SN 1969M – supernowa odkryta 7 grudnia 1969 roku w galaktyce PGC0012992. W momencie odkrycia miała maksymalną jasność 17,50m.